# St. Oswald (Tannenberg)

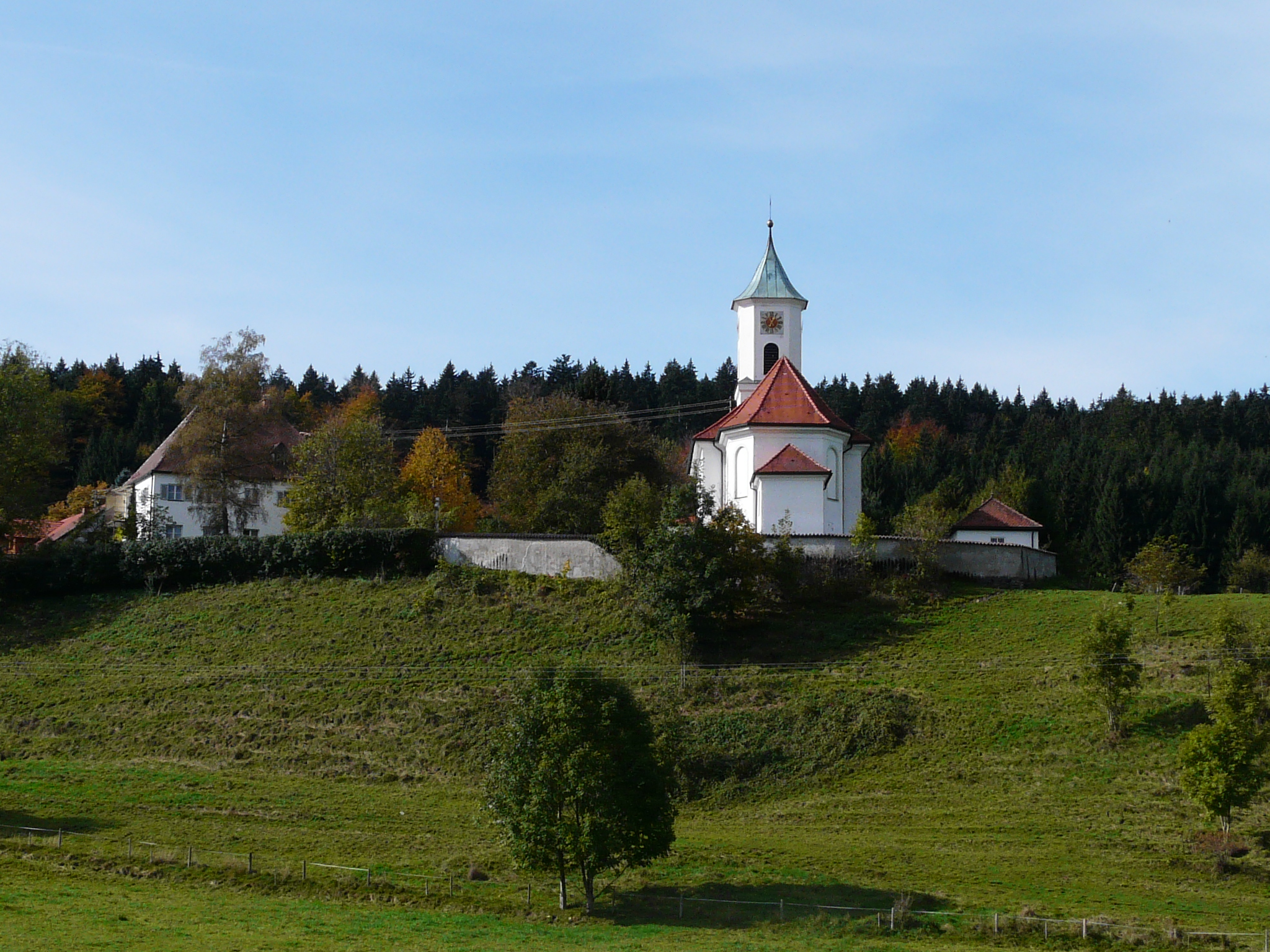
Kirche St. Oswald in Tannenberg

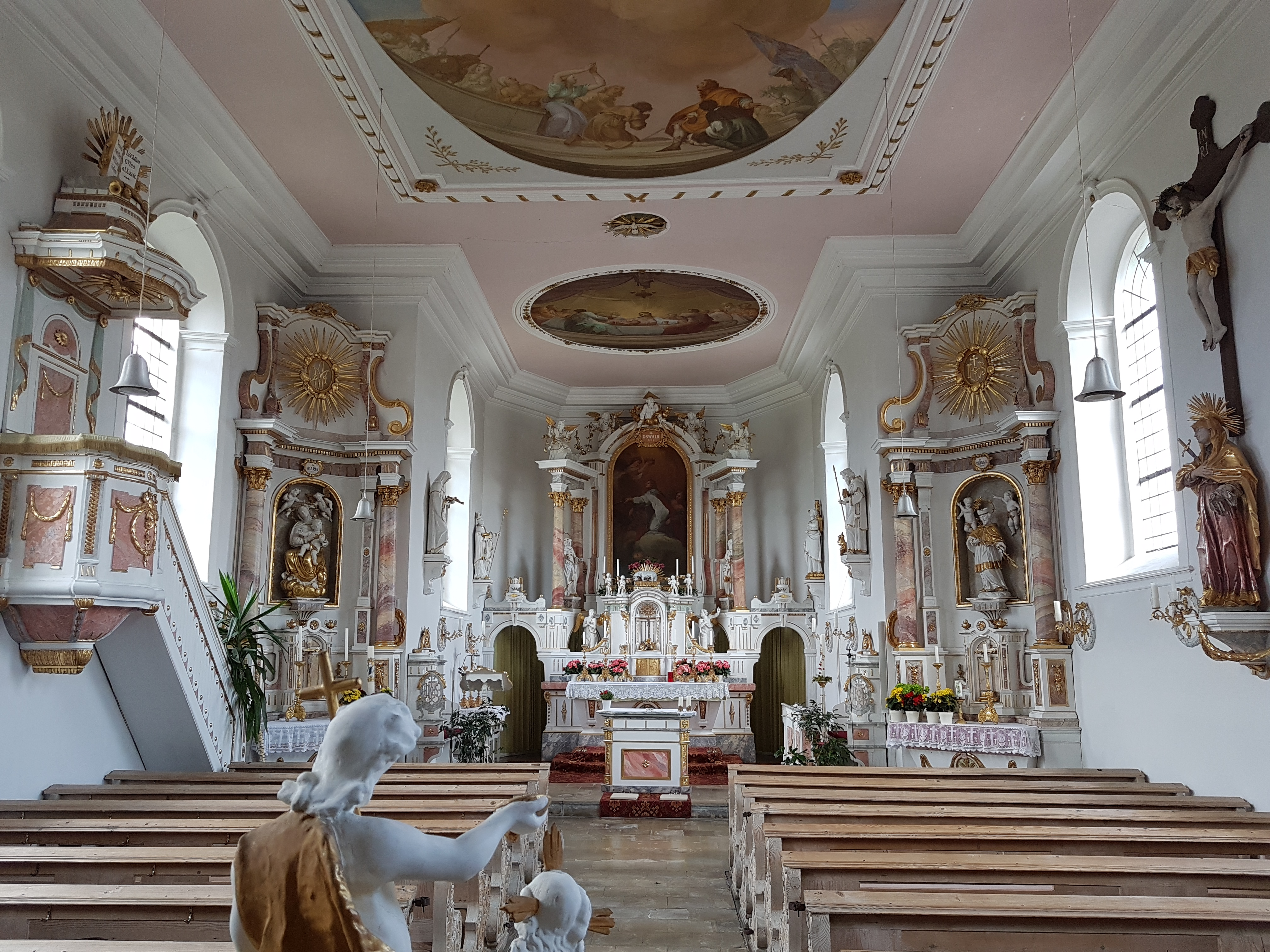
Innenansicht

Die katholische Pfarrkirche St. Oswald in Tannenberg, einem Gemeindeteil von Burggen im oberbayerischen Landkreis Weilheim-Schongau, wurde von 1819 bis 1827 errichtet. Die Kirche an der Stelle eines Vorgängerbaus, am nördlichen Ende und an der höchsten Stelle des Dorfes, ist ein geschütztes Baudenkmal.

## Architektur
Die verputzte Saalkirche mit stark eingezogenem polygonalem Chor wurde vom Schongauer Stadtmaurermeister Matthias Left erbaut und am 7. August 1827 geweiht. An den Chor ist die Sakristei angefügt. Der kräftige Westturm mit Oktogon wird von einem gedrückten Spitzhelm abgeschlossen. Das flach gedeckte Kirchenschiff mit umlaufendem Gesimsband besitzt drei rundbogige Fensterachsen, eine sparsame Stuckdekoration und eine einfache Empore im Westen. Die Deckenmalereien stammen vom Schongauer Maler Nikolaus Augner. Im Chor ist das Abendmahl und im Langhaus der heilige Oswald als Fürbitter dargestellt. 

## Ausstattung
Der Bau im Stil des Biedermeier besitzt eine vollständig erhaltene klassizistische Ausstattung:
- Von Nikolaus Augner stammt vermutlich auch das Hochaltarblatt mit der Krönung des Kirchenpatrons durch einen Engel. Die Figuren zwischen den Säulen des Altars sind wohl die heilige Maria Magdalena und der heilige Oswald. Im Auszug ist die Büste Gottvaters zu sehen.
- In den Seitenaltären sind Schnitzarbeiten mit der Muttergottes und dem heiligen Nepomuk aufgestellt.
- Die Kanzel ist mit der Jahreszahl 1816 bezeichnet.
- Die Wangen der Kirchenbänke stammen aus der Mitte des 18. Jahrhunderts.

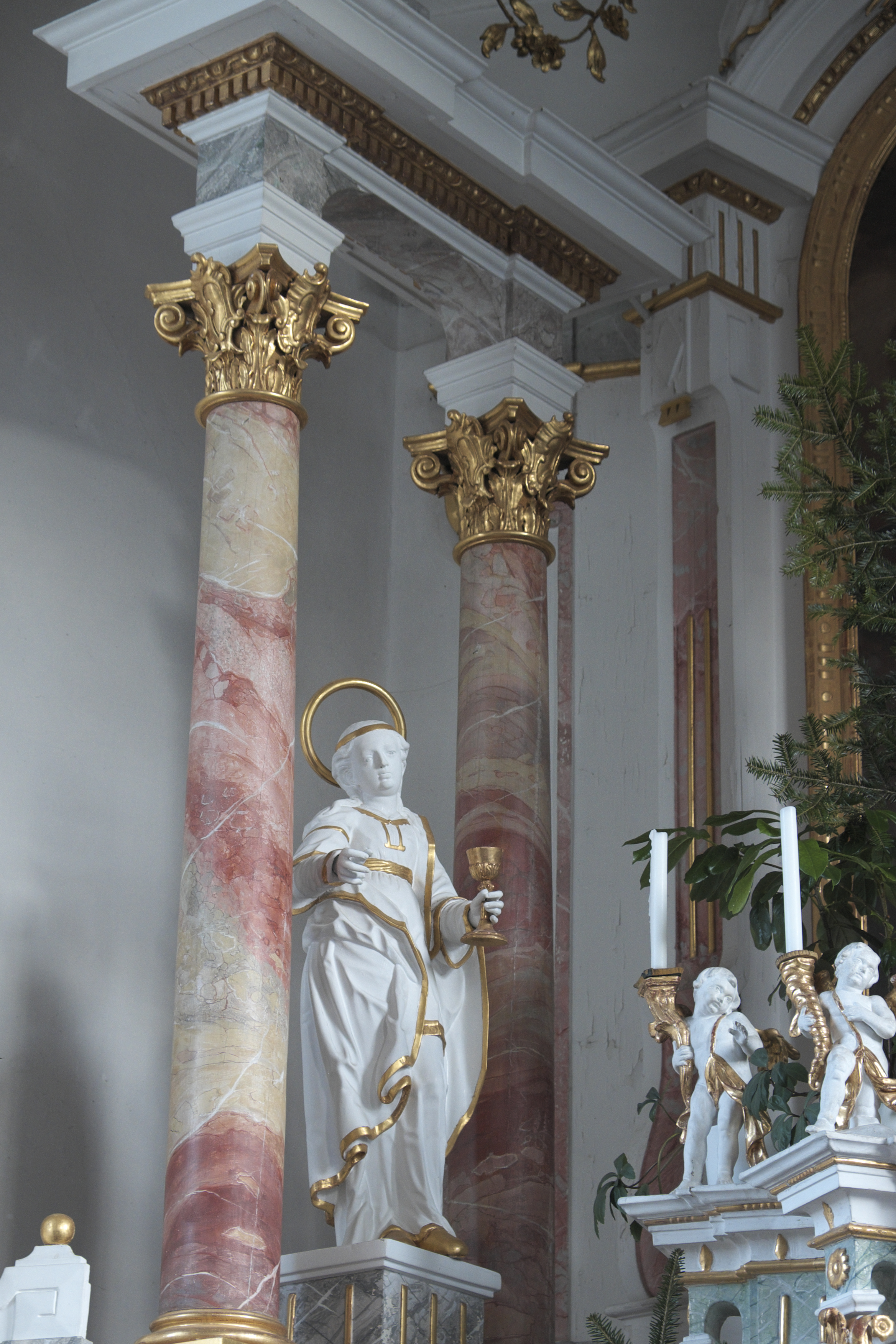
Assistenzfigur am Hochaltar
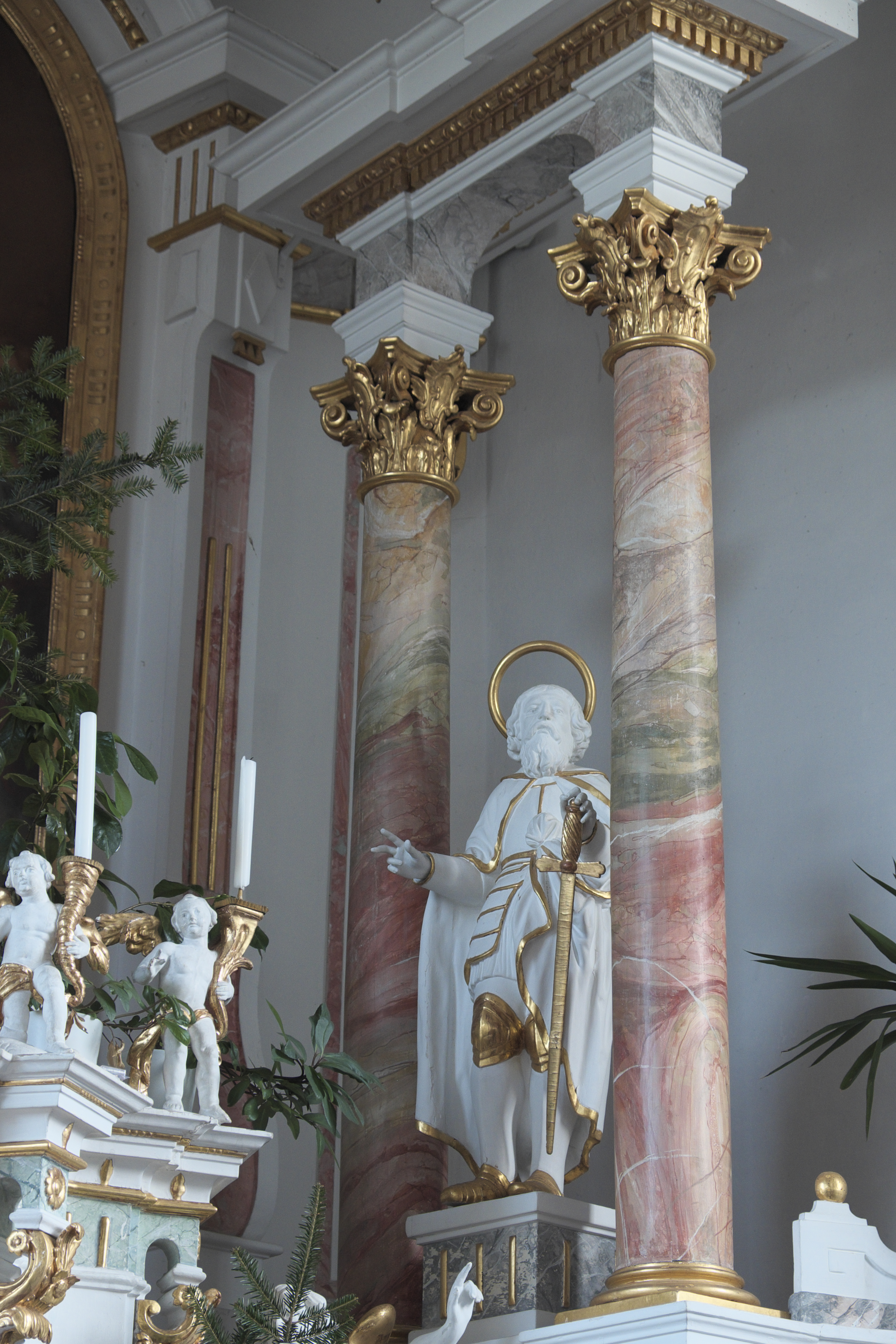
Assistenzfigur am Hochaltar
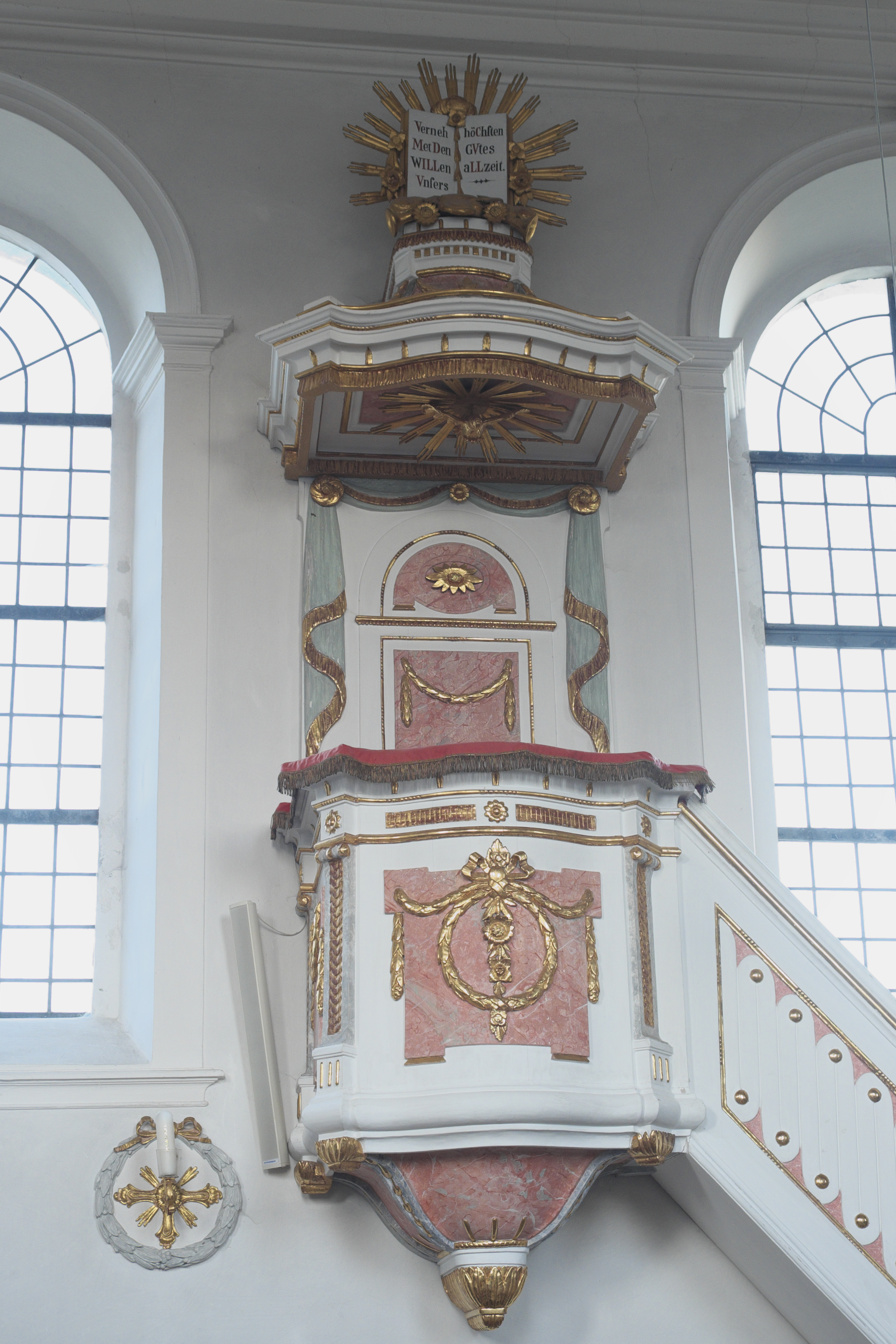
Kanzel